# 9月8日广场
9月8日广场（Place du 8-Septembre）是法国勃艮第-弗朗什-孔泰大区杜省省会贝桑松市中心的一个半封闭矩形广场，面积约2500平方米。它是该市最古老、最重要的广场之一，位于古城区（la Boucle）的中心，共和国路（rue de la République）、大街（grande rue）和法院路（rue du palais de justice）的交界处。

## 历史
9月8日广场起源于公元4世纪修建圣伯多禄堂（Église Saint-Pierre）时，供奉圣彼得，广场也因此得名为圣皮埃尔广场（Place Saint-Pierre）。直到1870年拿破仑三世被推翻，为了纪念第三共和国成立，才命名为9月4日广场（place du 4-Septembre）。第二次世界大战后，以贝桑松解放的日子（1944年9月8日）重新命名为9月8日广场。在2000年代，这个广场是圣诞市场的首选地点。

## 建筑
- 圣伯多禄堂（Église Saint-Pierre）
- 贝桑松市政厅.
- 喷泉